# ロバート・エスミー
ロバート・エスミー（Robert Esmie、1972年7月5日 - ）は、カナダの陸上競技選手。1990年代に活躍した男子短距離選手。1996年アトランタオリンピックの金メダリストである。

## 経歴
エスミーは、ジャマイカからの移民で、オンタリオ州サドバリーで育った。
エスミーは、1993年のシュトゥットガルトの世界選手権に出場し、100mは準決勝で7位となったものの、4×100mリレーは銅メダルを獲得。2年後の1995年のイェーテボリの世界選手権でも4×100mリレーに出場し、金メダルを獲得。ドノバン・ベイリー、ブルニー・スリン、グレンロイ・ギルバートそしてエスミーの4人はこの当時の世界最強チームとみなされる。
エスミーは、1996年アトランタオリンピックの4×100mリレーでは、当初決勝のメンバーに入っていなかったが、前夜に交代し、翌日の決勝に出場。37秒69でアメリカに0秒36差をつけ圧勝し金メダルを獲得した。1997年のアテネの世界選手権でも37秒86で金メダルと、3年連続同メンバーで世界を制した。

## 自己ベスト
- 100m - 10秒10 (1997年)
- 200m - 20秒70 (1994年)

## 主な実績
| 年   | 大会                   | 場所                       | 種目         | 結果      | 記録   |
| ---- | ---------------------- | -------------------------- | ------------ | --------- | ------ |
| 1993 | 世界陸上選手権         | シュトゥットガルト(ドイツ) | 100m         | 7位（sf） | 10秒23 |
| 1993 | 世界陸上選手権         | シュトゥットガルト(ドイツ) | 4×100mリレー | 3位       | 37秒83 |
| 1994 | コモンウェルスゲームズ | ビクトリア(カナダ)         | 100m         | 5位（qf） | 10秒42 |
| 1995 | 世界室内陸上選手権     | バルセロナ(スペイン)       | 60m          | 3位       | 6秒55  |
| 1995 | 世界陸上選手権         | イェーテボリ(スウェーデン) | 4×100mリレー | 1位       | 38秒31 |
| 1996 | オリンピック           | アトランタ(アメリカ合衆国) | 4×100mリレー | 1位       | 37秒69 |
| 1997 | 世界陸上選手権         | アテネ(ギリシャ)           | 100m         | 3位（qf） | 10秒25 |
| 1997 | 世界陸上選手権         | アテネ(ギリシャ)           | 4×100mリレー | 1位       | 37秒86 |

- sfは準決勝、qfは二次予選